# Abronia ramirezi
Abronia ramirezi là một loài thằn lằn trong họ Anguidae. Loài này được Campbell miêu tả khoa học đầu tiên năm 1994.